# Michael Somogyi

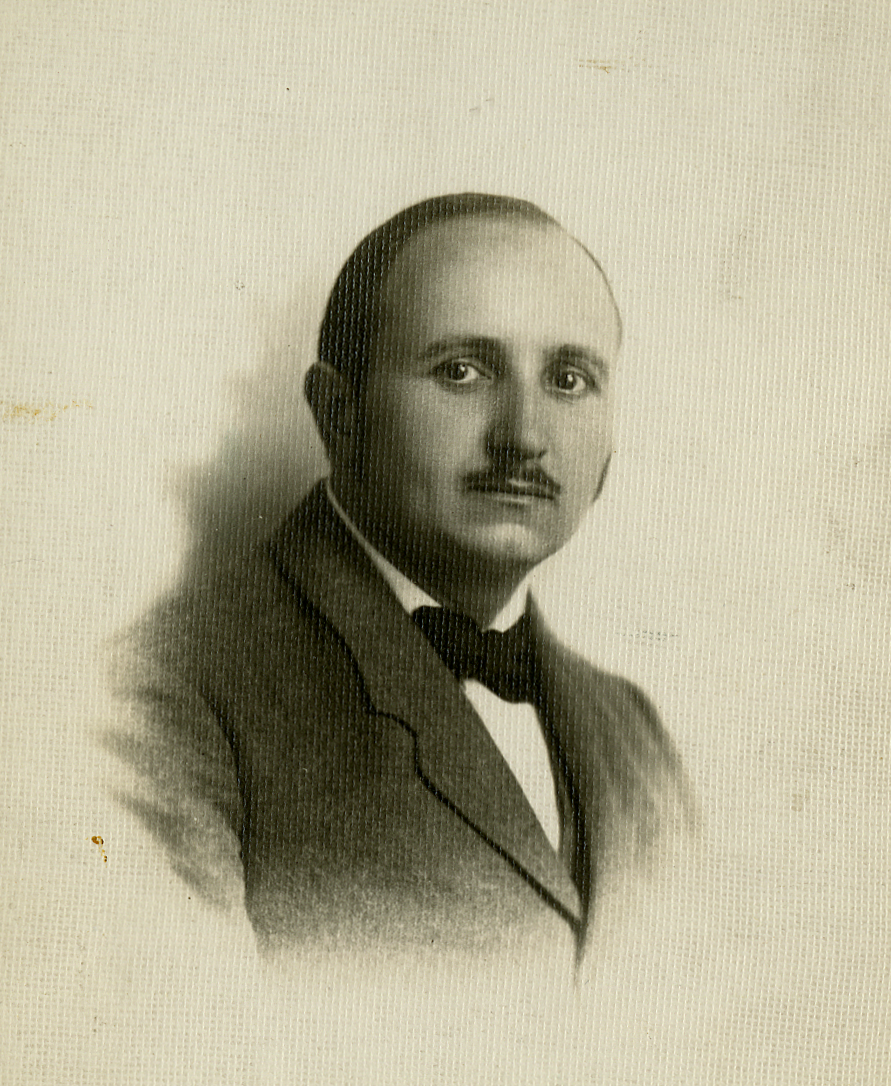
Michael Somogyi

Michael Somogyi (ur. jako Mihály Somogyi 7 marca 1883 w Zsámánd, zm. 21 lipca 1971 w St. Louis) – amerykański biochemik węgierskiego pochodzenia.
Był profesorem biochemii w Washington University Hospital i pracował także w Jewish Hospital w St. Louis. Jako pierwszy w USA zastosował insulinę u dziecka chorego na cukrzycę (październik 1922). Odkrył także zjawisko Somogyi, nazwane tak od jego nazwiska, a swoje badania opublikował w 1938 roku.

## Życiorys
Urodził się 7 marca 1883 w miejscowości Zsámánd (Reinersdorf) w ówczesnej Monarchii Austro-Węgierskiej. W roku 1905 kończył studia chemiczne na Uniwersytecie w Budapeszcie, a następnie wyjechał do USA. Początkowo miał trudności ze znalezieniem odpowiedniej pracy, ale w końcu otrzymał stanowisko asystenta biochemii na Uniwersytecie Cornell Medical College w Nowym Jorku, gdzie działał do 1908 roku. Następnie Somogyi roku powrócił do Budapesztu, gdzie został kierownikiem miejskiego laboratorium chemicznego. W 1914 roku uzyskał doktorat na Uniwersytecie w Budapeszcie.
W 1922 roku jego kolega, P.A. Schaffer z Cornell University, przekonał go do powrotu do USA. Został wykładowcą biochemii na wydziale medycznym Washington University w St. Louis. W 1926 roku został naczelnym chemikiem Jewish Hospital w St. Louis. Zajmował się badaniami nad cukrzycą. Pierwsza w USA próba leczenia insuliną u dziecka z cukrzycą miała miejsce w październiku 1922 r.i została wykonana preparatem insuliny wyprodukowanym przez Somogyi. W 1940 roku opracował metodę oznaczania aktywności amylazy w surowicy u osób zdrowych i chorych na cukrzycę. Opracował także badania wykonywane w celu rozpoznania ostrego zapalenia trzustki. Somogyi działał w Jewish Hospital w St. Louis, aż do emerytury w 1957 roku. Zmarł z powodu udaru mózgu 21 lipca 1971 roku.